# Font del Garrofer d'en Manel
La font del Garrofer d'en Manel de Teià es troba al Parc de la Serralada Litoral, la qual és així anomenada perquè a l'indret on es troba hi va haver la vinya d'en Manel i un gran garrofer.

## Descripció
Es tracta d'una petita pedrera del torrent del Molí, on la roca tallada forma una paret de 10 x 5 metres de la qual l'aigua regalima per diferents punts. Un canal a terra la condueix fins a una petita pica de pedra, de base natural i laterals artificials. De la pica sobreïx cap a un bassal un parell de metres més avall, on s'abeura la fauna. L'entorn circumdant és abandonat i solitari, essent el brunzit de la munió d'insectes que habita al voltant d'aquesta humitat l'únic soroll que s'hi sent. Hi ha aigua gairebé tot l'any i sol ser clara i neta.

## Accés
És ubicada a Teià: situats al Sagrat Cor de Teià, baixem 50 metres en direcció a Teià. En un revolt a l'esquerra, surt a la dreta un camí que baixa. La font és a 140 metres d'aquest trencall, en una fondalada a la dreta del camí. Coordenades: x=443328 y=4595965 z=236.